# Greg Warren
Gregory Charles Warren, né le 6 novembre 1973 à Dubbo, est un homme politique australien, membre du Parti travailliste.

## Biographie
Greg Warren travaille dans la logistique d'entreprise. Il est conseiller municipal de Camden et maire de 2011 à 2012.
En 2015, il est élu à l'Assemblée législative de Nouvelle-Galles du Sud pour la circonscription de Campbelltown. Après sa réélection en 2019, il est nommé au cabinet fantôme en charge des collectivités locales, des anciens combattants et de l'Ouest de Sydney. Le 25 mars 2023, il est réélu et nommé secrétaire parlementaire de la vice-Première ministre Prue Car.